# 添福膠胎
添福膠胎有限公司，簡稱添福膠胎（英語：Stamford Tyres Corporation Limited，SGX：S29），在1930年創立。也是首家銷售輪胎產品商在新加坡上市。
現時業務在东南亚、非洲、北亚，和其他等國家經營銷售轮胎及车轮產品。而股份在1991年9月5日於新加坡交易所創業板（凱利板前身）上市，直至在2003年4月14日轉在主板上市。
總部位於19 Lok Yang Way Singapore 628635。董事長蔡金耀，總裁為黃國華。

## 連結
- StamfordTyres.com （页面存档备份，存于）